# Уске, Авраам
Авраам бен Саломон Уске, христианское имя — Дуарте Пинел (порт. Abraão Usque,  Duarte Pinhel; 1521, Коимбра — 1587, Феррара) — португальский книгопечатник и публицист еврейского происхождения. Бежал из Португалии из-за преследований инквизиции (см. Португальская инквизиция) в Италию в 1543 году.

## Биография и труды

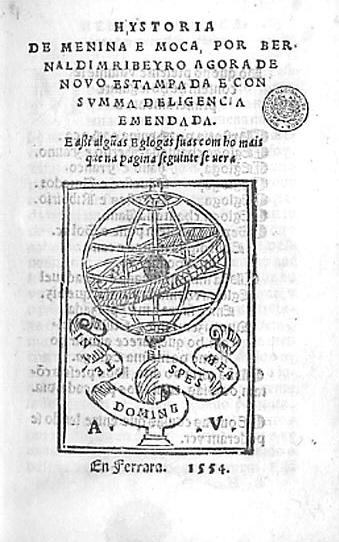
Титульный лист 1-го феррарского издания романа «История молодой девушки» c издательской маркой и инициалами A. V., 1554

В Португалии Дуарте Пинел жил в Лиссабоне и исповедовал католицизм, то есть был новым христианином. Сохранилась изданная им в Лиссабоне «Грамматика латинского языка и трактат о календаре» (лат. Eduardi Pinelli Lusitani. Latinae Grãmatices Compendia. Eiusdem tractatus de Calëdis. Prima Editio. Vlissipone apud. Ludouicum Rhotorigium Typographum. 1543). Прибыв в Италию, издатель перешёл в иудаизм и принял новое имя.
В Феррара Уске работал с марраном Херонимо де Варгасом (также являвшимся этническим евреем) в испанской типографии. Опираясь на различные ранние переводы, Уске подготовил новый перевод Библии на иврите (Танах) на испанский язык, точнее — на ладино. Она была озаглавлена исп. «Biblia en Lengua Española Traducida Palabra por Palabra de la Verdad Hebrayca por Muy Excelentes Letrados, Vista y Examinada por el Oficio de la Inquisicion. Con Privilegio del Ylustrissimo Señor Duque de Ferrara.». Книга была предназначена для продажи как для сефардской диаспоры, так и для католиков-испанцев. С этой целью он представил копию инквизиции, надеясь получить разрешение на печатание и на печатные книги с позволения герцога Феррары. Копии, предназначенные для продажи евреям, были посвящены богатой марранской покровительнице донье Грации Наси. Книга была опубликована в фолио в Ферраре в 1553 году и известна как Феррарская Библия. Это издание имело малый тираж, но вторая часть была опубликована в Голландии в 1630 году. В этом переводе текст на иврите приводится дословно.
В Ферраре хорошо обустроил собственную типографию, в которой имелись не только еврейские, но и латинские шрифты, где с 1551 по 1557 год печатал немалое количество трактатов и других книг. Также опубликовал в 1553—1555 годах труды Хасдая Крескаса и др. Там же в 1554 году Уске издал роман Бернардина Рибейру «История молодой девушки» и эклогу Криштована Фалкана «Кришфал». Инициалы A. V. на издательской марке, когда в орфографии XVI века v и u были взаимозаменяемы, обозначают имя Авраам Уске, которое О. А. Овчаренко передаёт в современном португальском произношении как Авраам Ушке. Сфера или сферическая астролябия в качестве марки издателя также использовалась другими португальскими и европейскими книгопечатниками.